# Lubelska Trasa Podziemna

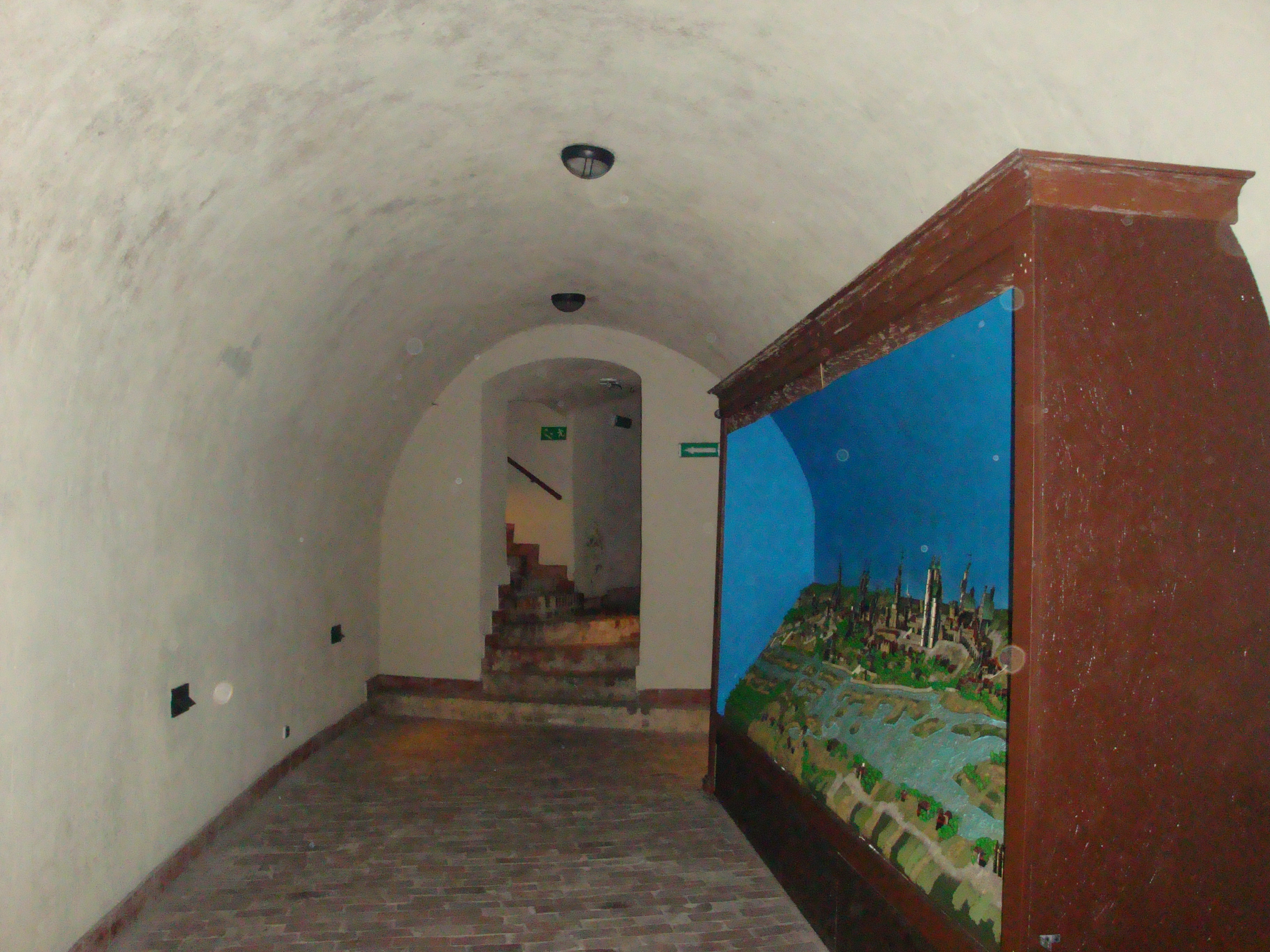
Korytarz z makietą dawnego Lublina

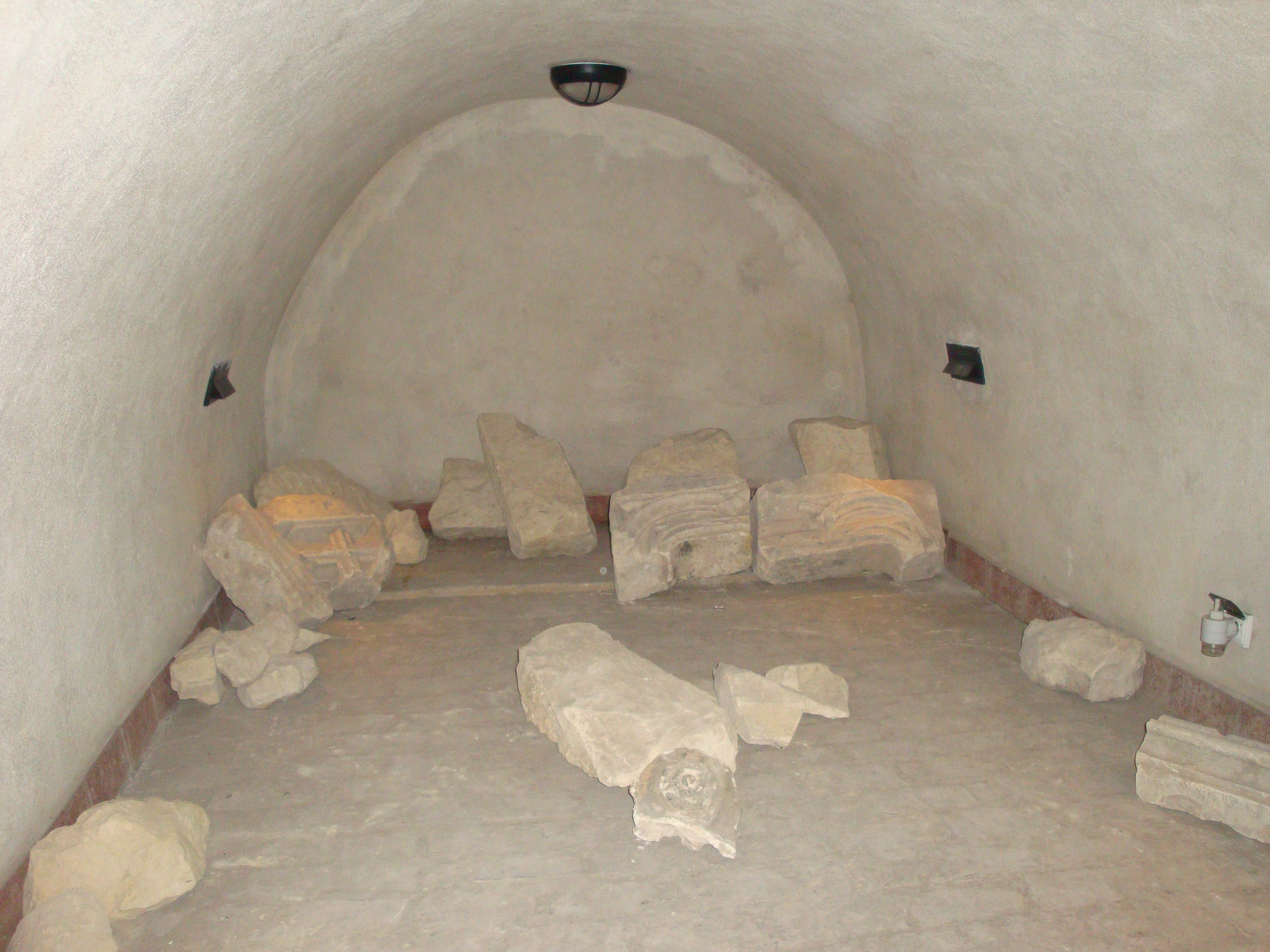
Elementy architektoniczne pochodzące z wykopalisk na terenie Starego Miasta

Lubelska Trasa Podziemna – około 300-metrowa trasa turystyczna biegnąca pod zabudową Starego Miasta w Lublinie. 
Została otwarta w czerwcu 2006 r. Korytarze i sale rozłożone są na trzech kondygnacjach na głębokości od 9 do 12 metrów. Trasa przebiega pod lubelskim Starym Miastem: zaczyna się w Trybunale Koronnym, biegnie pod ulicami Złotą i Archidiakońską, kończy się zaś w jednej z kamienic przy placu Po Farze. Lubelską Trasą Podziemną opiekuje się Ośrodek „Brama Grodzka – Teatr NN”.

## Historia
Trasa ukształtowała się w rezultacie połączenia części z licznych staromiejskich piwnic. Ich historia sięga początku XVI wieku, czyli stulecia największej świetności Lublina. Miasto było wtedy jednym ze znaczniejszych centrów handlowych w Polsce, w którym odbywały się jarmarki słynne w całej ówczesnej Europie. Lubelskie piwnice pełniły w tym okresie funkcję składów kupieckich.

## Opis trasy
Lubelskie podziemia to trasa turystyczno-edukacyjna. Spacer zabytkowymi piwnicami jest jednocześnie wędrówką w historię miasta i jego zagospodarowania przestrzennego. Historię tę przybliża cykl makiet ukazujących poszczególne fazy rozwoju miasta. Część z nich zostało wykonanych przez niepełnosprawną młodzież w ramach specjalnej terapii. Dobór makiet dokonany został w oparciu o rozwój umocnień i fortyfikacji miasta.
Kulminacja podziemnej trasy jest multimedialna wizualizacja (światło, dźwięk, ruch) Wielkiego Pożaru Lublina, który wybuchł dnia 2 czerwca 1719. Wizualizacja ta została stworzona w oparciu o obraz w kościele oo. dominikanów opowiadający o tym wydarzeniu. Widz zostaje zaproszony do przeżycia jednego dnia w osiemnastowiecznym Lublinie. Przemierza miasto wraz z wirtualnym wędrowcem, odkrywa wielokulturowość Lublina, by w końcu znaleźć się w centrum kataklizmu i stać się świadkiem cudu, który uratował Lublin od całkowitej zagłady.
Trasa rozpoczyna się w dawnym ratuszu miejskim (od 1578 również Trybunał Koronny), czyli w centrum władzy świeckiej, zaś kończy przy ruinach kościoła farnego, skupiającego dawniej życie religijne miasta.